# Otto Leppin

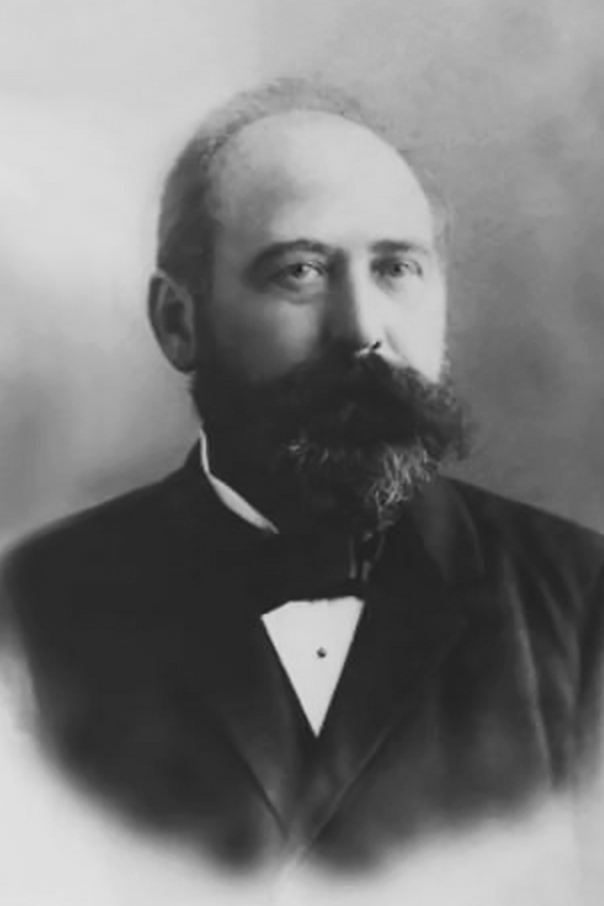
Otto Leppin (1892)

Otto Leppin (* 12. November 1850 in Spandau; † 29. Juli 1937 in Köln) war ein deutscher Architekt zwischen Historismus und Jugendstil. Er wirkte in Iserlohn von 1882 bis 1916 und ab 1916 in Köln.

## Leben
Otto Leppin war der Sohn des Töpfermeisters und Ofenbauers Carl Daniel Leppin. Nach dem Besuch der Schule und des Gymnasiums in Spandau studierte er an der Bauakademie in Berlin. Nach dem Studium war der junge Architekt als Baumeister für die Kaiserliche Deutsche Reichspost tätig und errichtete Postämter. Von 1882 bis 1886 begleitete er als bauleitender Architekt den Bau des Hauptpostgebäudes in der Iserlohner Innenstadt. Als freischaffender Architekt ließ er sich 1883 in Iserlohn nieder, plante den Bau von Privathäusern und Fabrikgebäuden und prägte über viele Jahre hinweg das architektonische Gesicht der Stadt.
Nach bisherigem Kenntnisstand gehörte zu seinen ersten Entwürfen in Iserlohn der Erker am heute denkmalgeschützten Haus Gartenstraße 54 und der pavillonartige Wintergarten der ebenfalls heute denkmalgeschützten Villa Stennerstraße 3. Otto Schmidt hatte zuvor beide Gebäude errichtet. Um die gleiche Zeit entwarf Leppin im Bereich Garten- und Stennerstraße, umgangssprachlich auch „Villenviertel“ genannt, die heute überregional bekannte Villa Wessel (ehemals Auer). Auch in den Anfangszeiten seiner Schaffenszeit in Iserlohn entstand nach seinen Entwürfen das Kalthaus, auch Palmenhaus genannt, mit Reithalle und Pferdestall, der ehemaligen Villa Bellevue an der Baarstraße/Ecke Trift in Iserlohn.
Leppin entwarf um 1887 für das Unternehmen Herm. Sprenger die Fabrikationsstätten an der Oberen Rahmenstraße (heute Alexanderstraße 10–21) mit Kesselhaus.
Die ehemalige Industrieanlage des Unternehmens Eichelberg & Co. geht ebenfalls auf Entwürfe von Leppin zurück. Inmitten des zu bebauenden Areals, an der Ecke des dreigeschossigen Gebäudekomplexes, errichtete er einen 80 Meter hohen Schornstein, der seinerzeit der höchste Fabrikschornstein Iserlohns war.
Leppin nahm an zahlreichen Architekturwettbewerben teil. Unter anderem wurde er 1897 vom Iserlohner Bürger-Schützen-Verein für den Entwurf und Bau der „Neuen Halle“ mit dem 1. Preis ausgezeichnet. Die Schützenhalle, die 1500 Personen Platz bot, wurde 1899 errichtet. Die „Neue Halle“ mit Festsälen, Restaurant, Landwehrkeller und mit dem Armbrustschützen auf dem Turmdach, war 70 Jahre lang ein Wahrzeichen von Iserlohn. 1970 brannte die zur Parkhalle umgebaute Neue Halle ab. Ein weiteres großes Bauprojekt Leppins war die „Schauburg“ an der damaligen Hagener Straße (heute Hans-Böckler-Straße 20). Er entwarf und baute dort 1897 für die 1834 gegründete Bürgergesellschaft. Diese hatte neben der Gesellschaft Harmonie in Iserlohn großen gesellschaftlichen Einfluss. An der Stennerstraße 1 und 5 entstand unter seiner Bauleitung das von ihm geplante Gebäude der „Höheren Töchterschule“. Das Gebäude Stennerstraße 1 steht seit dem 2. Juni 1986 unter Denkmalschutz. Ein Bürger- oder Ostenschützenhof entstand von 1898 bis 1900 nach Plänen Otto Leppins in Hamm. Dieses Gebäude wurde später als Kurhaus genutzt und 1996 unter Denkmalschutz gestellt.
Um die Jahrhundertwende floss in einige seiner Entwürfe und Bauten der Neobarock ein. In Iserlohn ist ein Beispiel dafür die seit 1983 denkmalgeschützte schlossähnliche Jugendstilvilla Südstraße 27, ehemalige Villa Geck. Weitere herrschaftliche von Leppin entworfene Häuser waren in Iserlohn unter anderem die Villa Gartenstraße 52 (Kommerzienrat Reinhard Wilhelm Basse) und Stennerstraße 3 (Julius und Adolf Basse). Für den ehemaligen Pfeifenfabrikanten Ludwig Raab entwarf Leppin 1902 im Stil des Neubarock in der Fassadenarchitektur auch mit Elementen des Jugendstils die „Raab’sche Villa am Mühlgraben“. Die nach seinen Entwürfen 1904 errichtete Villa war damals eines der imposantesten Wohnhäuser der Stadt Alsfeld. Die Villa wurde unter Denkmalschutz gestellt und war im Juli 2023 Denkmal des Monats.
Otto Leppin zog 1916 nach Köln. Hier wurde er durch Verwandte seiner Frau in die Gesellschaft eingeführt und genoss dort großes Ansehen. Auch in Köln entstanden verschiedene Villen nach seinen Plänen.
Am 14. März 1936 besuchte Leppin im Alter von 86 Jahren letztmalig die Stadt Iserlohn und blieb ihr bis zu seinem Tod im Juli 1937 sehr verbunden. Beigesetzt wurde Leppin auf dem Melatenfriedhof in Köln.
Otto Leppin war mit Mathilde Leppin, geborene Pattri, die er in Berlin kennengelernt hatte, verheiratet. Das Ehepaar hatte vier Töchter und drei Söhne.

## Werke
| Bild           | Bezeichnung                                                                       | Standort                                | Baujahr                                       | Anmerkungen |
| -------------- | --------------------------------------------------------------------------------- | --------------------------------------- | --------------------------------------------- | --- |
|                | Hauptpostgebäude                                                                  | Iserlohn, Theodor-Heuss-Ring 5 Lage     | 1882 bis 1886                                 | Im ehemaligen Hauptpostgebäude ist heute das Stadtarchiv Iserlohn untergebracht. |
|                | Erker am Wohnhaus                                                                 | Iserlohn, Gartenstraße 54/56 Lage       | um 1883                                       | Das Gebäude steht seit 1986 unter Denkmalschutz. |
|                | Pavillonartiger Wintergarten der Villa Basse                                      | Iserlohn, Stennerstraße 3 Lage          | um 1883                                       | Das Gebäude steht seit 1986 unter Denkmalschutz. |
|                | Betriebsstätte mit Kesselhaus, Büro- und Lagerräumen (Sprenger Metallwarenfabrik) | Iserlohn, Alexanderstraße 18/19 Lage    | um 1887                                       | Errichtet wurden die Gebäude durch das Bauunternehmen Herm. Werth. |
|                | Wohnhaus                                                                          | Iserlohn, Hans-Böckler-Straße 66 Lage   | 1888                                          | Das Gebäude in den Formen der Neurenaissance gehört zu den sogenannten Leppinschen Häusern an der Hans-Böckler-Straße, das verhaltenere Architekturdekorationen aufweist. Es steht 1991 unter Denkmalschutz. |
|                | Wohnhaus                                                                          | Iserlohn, Hans-Böckler-Straße 68 Lage   | 1887                                          | Hans-Böckler-Straße 68 war das Wohnhaus von Leppin, in welchem er im Erdgeschoss sein Architekturbüro eingerichtet hatte. Das Gebäude in den Formen der Neurenaissance gehört zu den sogenannten Leppinschen Häusern an der Hans-Böckler-Straße, das verhaltenere Architekturdekorationen aufweist und seit 1991 unter Denkmalschutz steht. |
|                | Wohnhaus                                                                          | Iserlohn, Hans-Böckler-Straße 70 Lage   | 1896                                          | Das Gebäude in den Formen der Neurenaissance gehört zu den sogenannten Leppinschen Häusern an der Hans-Böckler-Straße, das verhaltenere Architekturdekorationen aufweist. Es steht seit 1991 unter Denkmalschutz. |
| weitere Bilder | Villa von der Becke                                                               | Hemer, Parkstraße 9 (Friedenspark) Lage | 1889                                          | Die „hochherrschaftliche Villa“ steht seit 2024 unter Denkmalschutz. |
|                | Villa Geck                                                                        | Iserlohn, Südstraße 27 Lage             | gegen 1890                                    | Schlossähnliche Jugendstilvilla mit barocken Formen. Das Gebäude steht seit 1983 unter Denkmalschutz. |
|                | Villa Wessel                                                                      | Iserlohn, Gartenstraße 31 Lage          | gegen 1891                                    | Das Gebäude steht seit 1986 unter Denkmalschutz. |
|                | Bürgerhaus                                                                        | Iserlohn, Gartenstraße 20 Lage          | 1899                                          | Rundbogenportal mit bekrönenden Voluten am dreigeschossigen Stadthaus mit Neubarockformen. Das Gebäude steht seit 1992 unter Denkmalschutz. |
|                | „Neue Halle“                                                                      | Iserlohn, Alexanderhöhe Lage            | um 1899                                       | 1970 brannte die zur Parkhalle umgebaute Neue Halle ab. |
|                | Industriegebäude Eichelberg & Co                                                  | Iserlohn, Sanierungsgebiet VI           | um die Jahrhundertwende (19./20. Jahrhundert) | Kopfbogen (1910) des Unternehmens mit der Abbildung der Fabrikgebäude und des Schornsteins. Gebäude und Schornstein sind sämtlich abgerissen. |
| weitere Bilder | Kurhaus (Kopfbau und Spiegelsaal)                                                 | Hamm, Ostenallee 87 Lage                | 1898 bis 1900                                 | Das Gebäude steht seit 1996 unter Denkmalschutz. |
| weitere Bilder | Villa Raab                                                                        | Alsfeld, Altenburger Straße 60 Lage     | 1904                                          | Die Villa Raab wurde 1904 nach Plänen Otto Leppins aus dem Jahr 1902 errichtet und war im Juli 2023 Denkmal des Monats in Hessen. |
|                | „Biggeschlösschen“                                                                | Olpe, In der Wüste 72 Lage              | 1905                                          | Die Villa „Biggeschlösschen“ wurde 1905 durch Emil Kemper nach Plänen Otto Leppins errichtet. 1989 wurde das Objekt unter Denkmalschutz gestellt, da es ein Dokument der Orts-, Sozial- und regionalen Baugeschichte darstellt. |
| weitere Bilder | Baarbach-Katakomben                                                               | Iserlohner Altstadt                     | 1888 bis 1891                                 | Die Baarbach-Katakomben sind ein unterirdisches Gewölbesystem in der Iserlohner Altstadt, die als überdachter Kanalbau für den Baarbach errichtet wurden. |